# Hipocondria

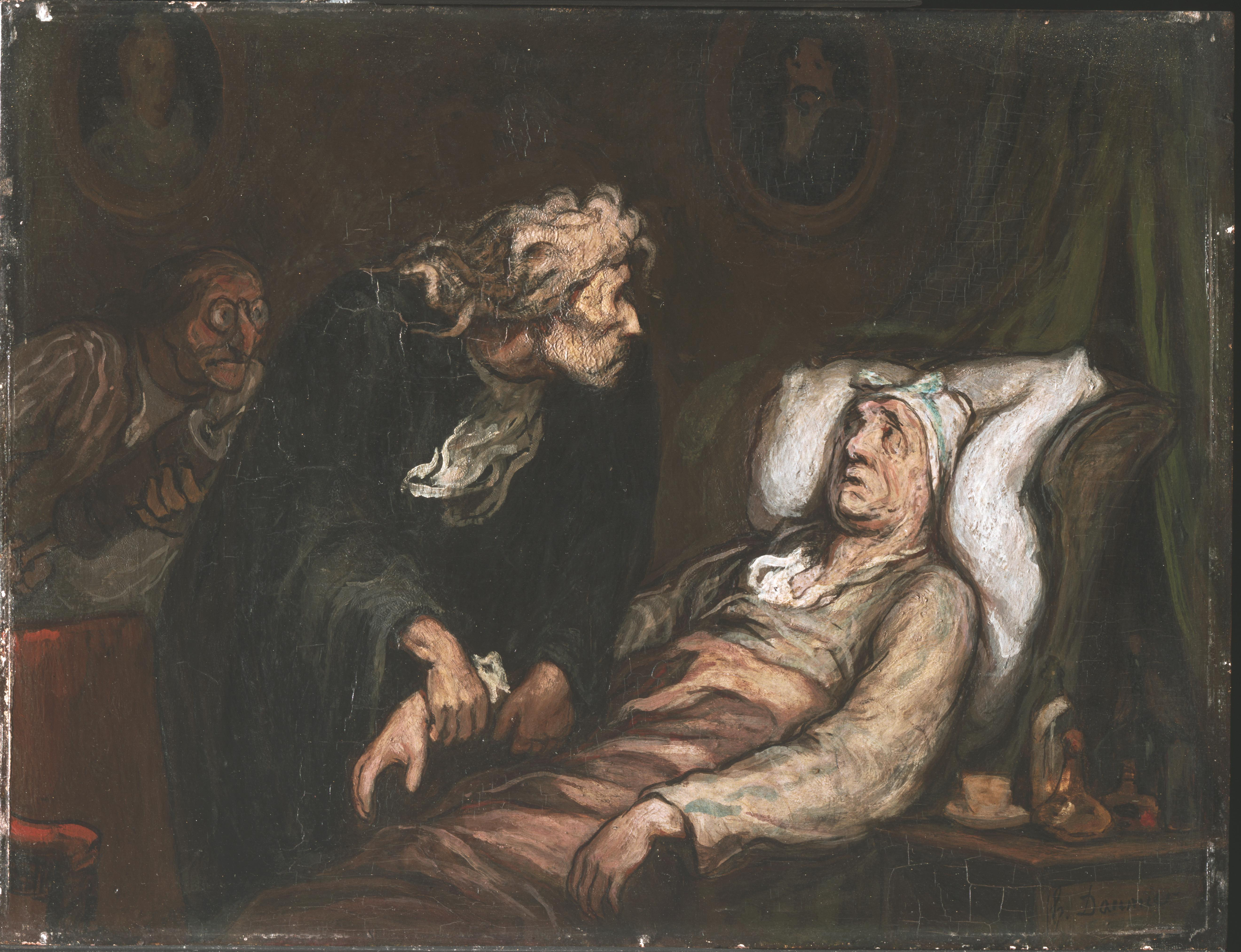
Obra d'Honoré Daumier "La malaltia imaginària".

La hipocondria és la preocupació excessiva per la pròpia salut que porta a imaginar patir malalties o atribuir causes greus a qualsevol símptoma detectat o conegut d'altres. Davant la sospita d'estar malalt, l'hipocondríac pot insistir a visitar els metges, consultar amics i buscar informació per confirmar aquesta creença (sovint insistint després d'un diagnòstic mèdic on no es detecta res) o bé, al contrari, evitar a tot preu l'anada al metge perquè no confirmi les pors (s'associa llavors a la iatrofòbia). La hipocondria pot desembocar en trastorns d'ansietat o malalties psicosomàtiques.
La hipocondria es va fer cèlebre amb l'obra de Molière El malalt imaginari.